# Gobio kubanicus
Gobio kubanicus és una espècie de peix cipriniforme de la família dels ciprínids que es troba a Europa: conca del riu Kuban.